# Album bất ngờ
Album bất ngờ hoặc bản phát hành bất ngờ đề cập đến việc phát hành một album mà có rất ít hoặc không có thông báo, tiếp thị hoặc quảng cáo nào liên quan tới sản phẩm trước ngày phát hành. Chiến lược này trái ngược với việc phát hành album truyền thống, vốn thường có chiến lược quảng cáo dài hàng tuần hoặc hàng tháng với việc ra mắt các đĩa đơn, video âm nhạc, thông báo về chuyến lưu diễn và mở bán trước album. Thông thường, việc phát hành một album bất ngờ được coi là một thông báo chính thức về việc phát hành tác phẩm. Chiến lược này phát triển một phần do sự xuất hiện của việc rò rỉ album trên Internet trong những năm 2000 và trở nên phổ biến vào giữa những năm 2010 trong giới nghệ sĩ thu âm.

## Lịch sử

### Tiền đề

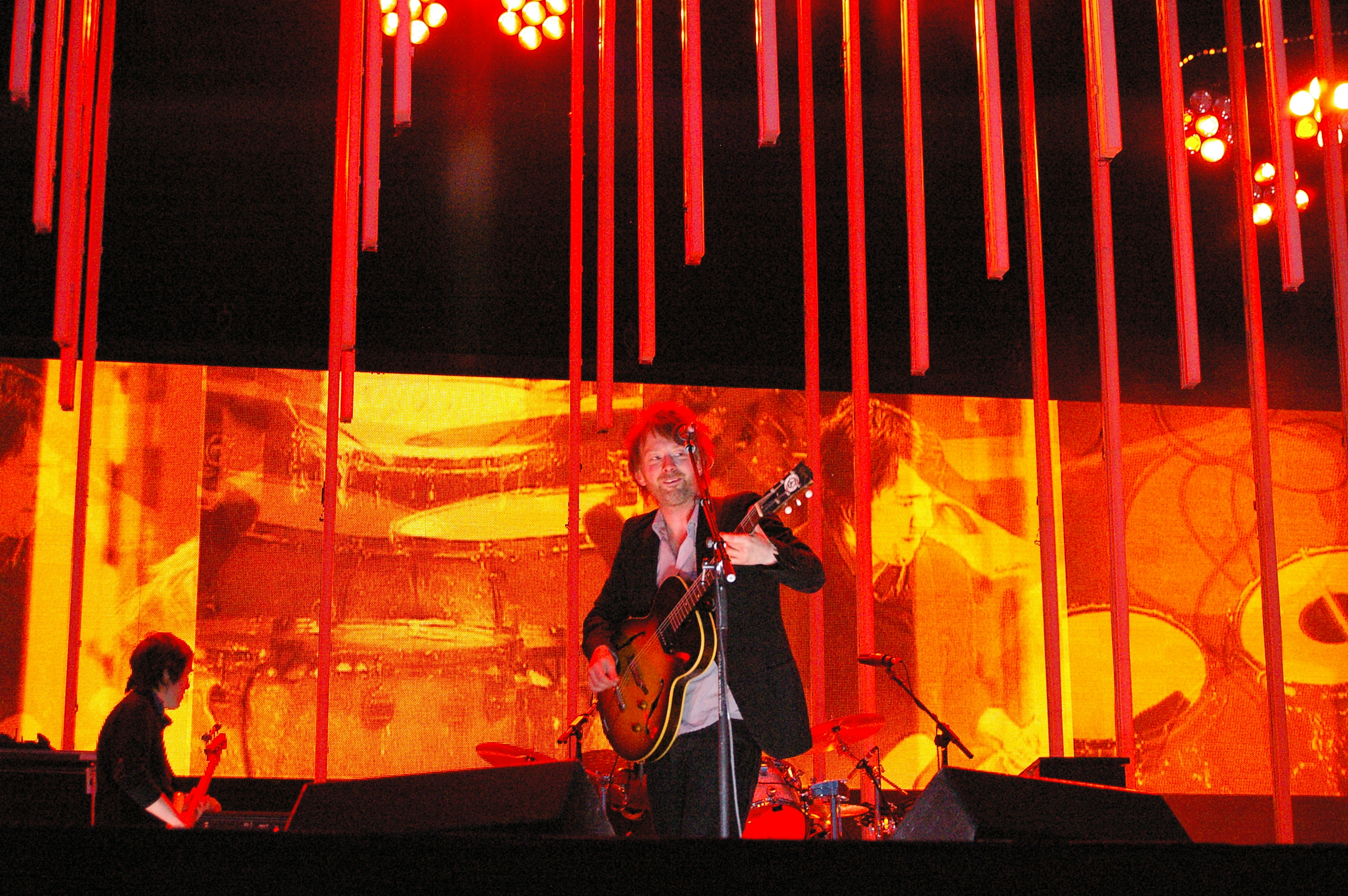
Radiohead trong chuyến lưu diễn quảng bá cho album bất ngờ năm 2007 của họ In Rainbows.

Album phòng thu Toy của nhạc sĩ người Anh David Bowie được dự định phát hành vào tháng 3 năm 2001, ban đầu được lên kế hoạch với mục đích thu âm và phát hành sản phẩm càng nhanh càng tốt, bỏ qua các công đoạn quảng cáo truyền thống. Mặc dù album cuối cùng đã bị xếp lại và không được phát hành chính thức cho đến năm 2021, nhưng ý tưởng này được các nhà phân tích coi là tiền thân ban đầu cho mô hình phát hành album bất ngờ.
Album phòng thu năm 2007 với tựa đề In Rainbows của ban nhạc rock người Anh Radiohead thường được nhắc đến dưới danh nghĩa album bất ngờ đầu tiên. Việc phát hành được thông báo trên blog của ban nhạc mười ngày trước ngày album ra mắt, và việc này được tạp chí DIY mô tả là "một động thái khá bất ngờ" vào thời điểm đó. Ngay sau khi phát hành, nghệ sĩ bass Colin Greenwood của Radiohead cho biết ban nhạc có một số động lực đằng sau hình thức phát hành album này, bao gồm sự phổ biến ngày càng tăng của Internet như một công cụ để khám phá âm nhạc, sự thất vọng với hình thức phát hành và quảng bá truyền thống, sự tự do khi không phải ký hợp đồng với hãng thu âm nào, nhu cầu được làm điều gì đó theo cách đặc biệt và độc đáo, cùng với đó là mong muốn được đưa âm nhạc của họ tới người nghe trên toàn cầu vào cùng một thời điểm. Việc phát hành này cũng được sử dụng như một biện pháp đối phó với tình trạng rò rỉ album trên Internet, vốn đã trở nên phổ biến vào thời điểm đó. In Rainbows cũng được ghi nhận vì là sản phẩm tiên phong cho mô hình trả tiền theo ý muốn.
Sau khi kết thúc mối quan hệ đầy biến động với hãng thu âm Interscope Records vào năm 2007, ban nhạc Nine Inch Nails đã phát hành độc lập hai album Ghosts I–IV và The Slip vào năm 2008. Cả hai đều được phát hành miễn phí (với tùy chọn mua phiên bản vật lý hoặc nhạc số với chất lượng âm thanh cao hơn) và được phát hành theo giấy phép Creative Commons cho phép người hâm mộ có thể chỉnh sửa và phối lại thành các bản nhạc mới theo ý muốn. Quản lý của Nine Inch Nails, Jim Guerinot, cho biết ý tưởng phát hành album mà không có sự thông báo trước là để ngăn chặn việc rò rỉ cũng như nhằm kiểm soát hoạt động tiếp thị. Anh cho biết: "Tìm kiếm trên Internet đạt đỉnh xung quanh vụ rò rỉ, chứ không phải xung quanh đĩa đơn hay là album. Vào thời điểm album ra mắt, vụ việc đã xong hết."
Năm 2011, hai rapper người Mỹ Jay-Z và Kanye West đã quảng cáo sai ngày phát hành cho album cộng tác của cả hai là Watch the Throne của họ, một phần trong nỗ lực ngăn chặn rò rỉ trước. Chiến lược này đã truyền cảm hứng cho ca sĩ Frank Ocean bất ngờ phát hành album đầu tiên Channel Orange sớm hơn một tuần so với ngày phát hành công khai.

### Phổ biến
Từ năm 2011 đến năm 2012, David Bowie đã thu âm album The Next Day hoàn toàn trong bí mật, đồng thời yêu cầu các nhân sự liên quan phải ký vào thỏa thuận không tiết lộ. Vào thời điểm đó, công chúng tin rằng Bowie đang trong quá trình nghỉ hưu. Ngày 8 tháng 1 năm 2013, vào sinh nhật lần thứ 66 của ông, video âm nhạc "Where Are We Now?" đã được tải lên YouTube vào đầu giờ sáng, và trang web của ông thì thông báo rằng người nghe có thể mua đĩa đơn này trên iTunes cũng như đặt mua trước album The Next Day ngay lập tức. Trong vòng vài giờ, Bowie đã gây chú ý trên khắp thế giới. Đĩa đơn đạt vị trí thứ 6 trên bảng xếp hạng UK Singles Chart, trở thành đĩa đơn có thứ hạng cao nhất của Bowie kể từ "Absolute Beginners" năm 1985. Sau khi phát hành vào tháng 3 năm 2013, The Next Day đã đứng vị trí quán quân trên bảng xếp hạng UK Albums Chart của Vương quốc Anh và vị trí thứ 2 trên Bảng xếp hạng Billboard 200 của Hoa Kỳ.

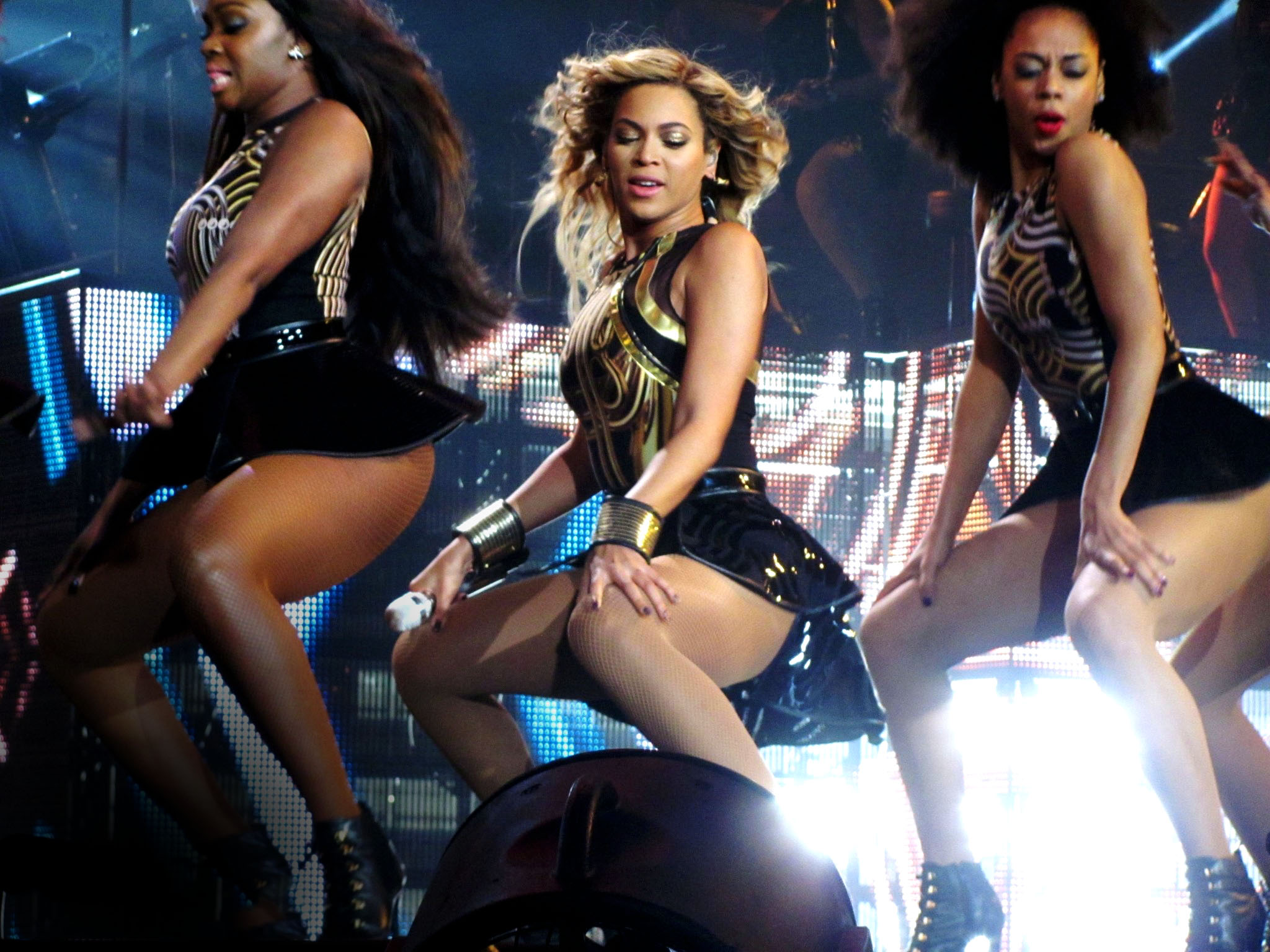
Album phòng thu thứ năm Beyoncé (2013) của Beyoncé thường được nhắc tới với vai trò là sản phẩm đã làm phổ biến hơn chiến lược phát hành những album bất ngờ.

Beyoncé được ghi nhận là nghệ sĩ đã giúp phổ biến hơn các chiến lược phát hành album bất ngờ. Sau khi album 4 (2011) cô bị rò rỉ một tháng trước ngày phát hành dự kiến, Beyoncé bắt đầu thực hiện album tiếp theo của mình một cách bí mật để tránh việc rò rỉ lặp lại. Cô chỉ chia sẻ thông tin chi tiết về album với một nhóm nhỏ người và thường xuyên thay đổi ngày phát hành, và ngày phát hành chính thức chỉ được chốt một tuần trước thời điểm phát hành. Album được giữ bí mật hoàn toàn với công chúng cho đến thời điểm ra mắt. Cùng tên là Beyoncé, album được tải độc quyền lên iTunes Store vào ngày 13 tháng 12 năm 2013, ngay sau nửa đêm ở Hoa Kỳ và trở thành album bán chạy nhất trong lịch sử iTunes Store trong vòng ba ngày kể từ ngày phát hành. Thành công về mặt thương mại của album là yếu tố khiến ngày phát hành toàn cầu của tất cả các album được chuyển sang thứ Sáu. Beyoncé sau đó giải thích rằng mục đích của cô là khôi phục ý tưởng phát hành album như một sự kiện quan trọng và thú vị vốn đã dần bị mất đi ý nghĩa trước sự cường điệu hóa được tạo ra xung quanh việc phát hành các đĩa đơn. Harley Brown của Vulture nhận định, "Kể từ khi album hình ảnh cùng tên của Beyoncé xuất hiện như một phép màu Giáng sinh trên cửa hàng iTunes vào lúc nửa đêm một ngày thứ Năm của tháng 12 năm 2013, các quy tắc về việc phát hành đĩa hát đã được viết lại theo đúng nghĩa đen chỉ sau một đêm." Theo cây viết Lindsey Zoladz của Vulture, việc phát hành được thực hiện có lẽ là nhờ rất nhiều "thỏa thuận không tiết lộ".
Tới giữa thập niên 2010, ngành công nghiệp âm nhạc đã bước vào thời mà Zoladz gọi là "kỷ nguyên album bất ngờ". Trong khi tên tuổi của Beyoncé luôn đi cùng với những album bất ngờ, các nghệ sĩ khác cũng đã sử dụng chiến lược này theo những cách khác nhau. Ví dụ, một số nghệ sĩ bất ngờ phát hành một album hoặc tuyển tập các bài hát đã được công bố vào một ngày trước đó nhằm nè tránh việc tuồn nhạc lên Internet, như vào năm 2015 với Vulnicura của Björk, Rebel Heart của Madonna và To Pimp a Butterfly của Kendrick Lamar. Beyoncé sau đó cũng áp dụng hình thức phát hành này cho album tiếp theo Lemonade ra mắt vào năm 2016. Năm 2017, Jay-Z bất ngờ phát hành album 4:44, và một năm sau đó, cặp đôi bất ngờ phát hành album hợp tác Everything Is Love dưới nghệ danh chung là The Carters.

### Các phát hành khác

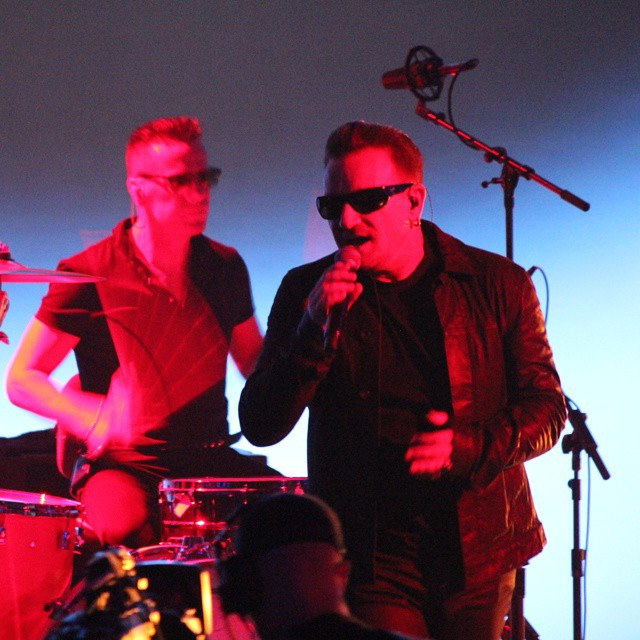
U2 biểu diễn tại buổi ra mắt sản phẩm của Apple mà tại đó Songs of Innocence được công bố bất ngờ vào tháng 9 năm 2014

Một số album bất ngờ đã tạo ra tranh cãi. Năm 2014, ban nhạc rock Ireland U2 hợp tác với Apple để phát hành album phòng thu thứ mười ba Songs of Innocence trên iTunes Store miễn phí cho nửa tỷ người. Album đã được tự động thêm vào thư viện nhạc của người dùng trong iTunes, đối với những người đã bật tính năng tải xuống tự động, dẫn đến việc album được tự động tải xuống thiết bị điện tử của người dùng khi chưa được yêu cầu. Nhiều người dùng không muốn có album và đã bày tỏ sự thất vọng vì vài tháng sau họ vẫn không thể xóa album khỏi thiết bị của mình. David Sackllah của Consequence of Sound lưu ý rằng "U2 và Apple xứng đáng được ghi nhận vì đã suy nghĩ đầy tham vọng, nhưng họ đã đánh giá quá cao mức độ liên quan của ban nhạc với người hâm mộ và nhiều người cảm thấy như việc tải xuống tự động đã cấu thành hành vi xâm phạm quyền riêng tư."
Năm 2016, nghệ sĩ R&B người Mỹ Frank Ocean đã gây bất ngờ khi phát hành album hình ảnh Endless để hoàn tất hợp đồng với Def Jam Recordings và nhanh chóng tiếp tục ra mắt độc lập album Blonde vào ngày hôm sau – cả hai album đều là sản phẩm độc quyền trên Apple Music. Hành động Frank Ocean rời Def Jam Recordings đã đặt ra nghi vấn về các album bất ngờ và các bản phát hành nhạc số độc quyền. Một nhân sự của Def Jam Recordings đã nói với BuzzFeed vào thời điểm đó: "Quan điểm của chúng tôi là việc cung cấp độc quyền cho các nền tảng phát trực tuyến riêng lẻ trong thời gian dài là không tốt cho nghệ sĩ, không tốt cho người hâm mộ và nó hạn chế cơ hội thương mại cho những người có liên quan." Đến năm 2019, Vulture và The Music Network đã xuất bản các bài xã luận đặt câu hỏi liệu hình thức phát hành album bất ngờ có đạt đến mức phổ biến và hiệu quả hay không.
Năm 2018, rapper người Mỹ Eminem đã phát hành album phòng thu thứ mười Kamikaze mà không có bất kỳ kế hoạch quảng cáo hay thông báo trước nào, chỉ tám tháng sau khi album phòng thu trước đó là Revival được ra mắt vào năm 2017. Trong loạt video phỏng vấn gồm bốn phần với Sway Calloway, anh đã trình bày lý do phát hành album theo phương án này. "Khi bạn vào trong một album, bạn có thể xem bất cứ thứ gì với suy nghĩ 'Điều này thật tệ'. Tôi cảm thấy rằng việc không đưa ra bất kỳ cảnh báo nào cho họ là điều tốt nhất nên làm. Khi danh sách bài hát của Revival được tung ra, nó giống như, 'Cái thứ chết tiệt này sẽ trở thành rác rưởi.' [...] rất nhiều người đã đưa ra quan điểm riêng của họ." Album phòng thu tiếp theo của Eminem vào năm 2020, Music to Be Murdered By (và bản Music to Be Murdered By – Side B (Deluxe Edition)) cũng lại là một bản phát hành bất ngờ khác. Trong một cuộc phỏng vấn trên kênh phát thanh Shade 45, anh giải thích về xu hướng tung ra các album bất ngờ: "Tôi cảm thấy như thể khi một album sắp ra mắt, nếu tôi đưa ra thông báo cho mọi người. Họ bắt đầu xem danh sách bài hát và họ biết nó sắp ra mắt, tôi cảm thấy kiểu như, cách tốt nhất để né tránh điều này là bỏ nó đi, thay vì mọi người tự nghĩ rằng 'nếu anh ta đưa người này vào album thì tôi sẽ không quan tâm với nó đâu'. Việc này khiến mọi người mất quá nhiều thời gian để suy nghĩ về nó và những kỳ vọng của họ về những gì họ nghĩ nó phải như thế nào, tôi sẽ không bao giờ đáp ứng được điều đó. Vì vậy, đây là loại lý thuyết mà tôi đã dựa trên kể từ Revival."

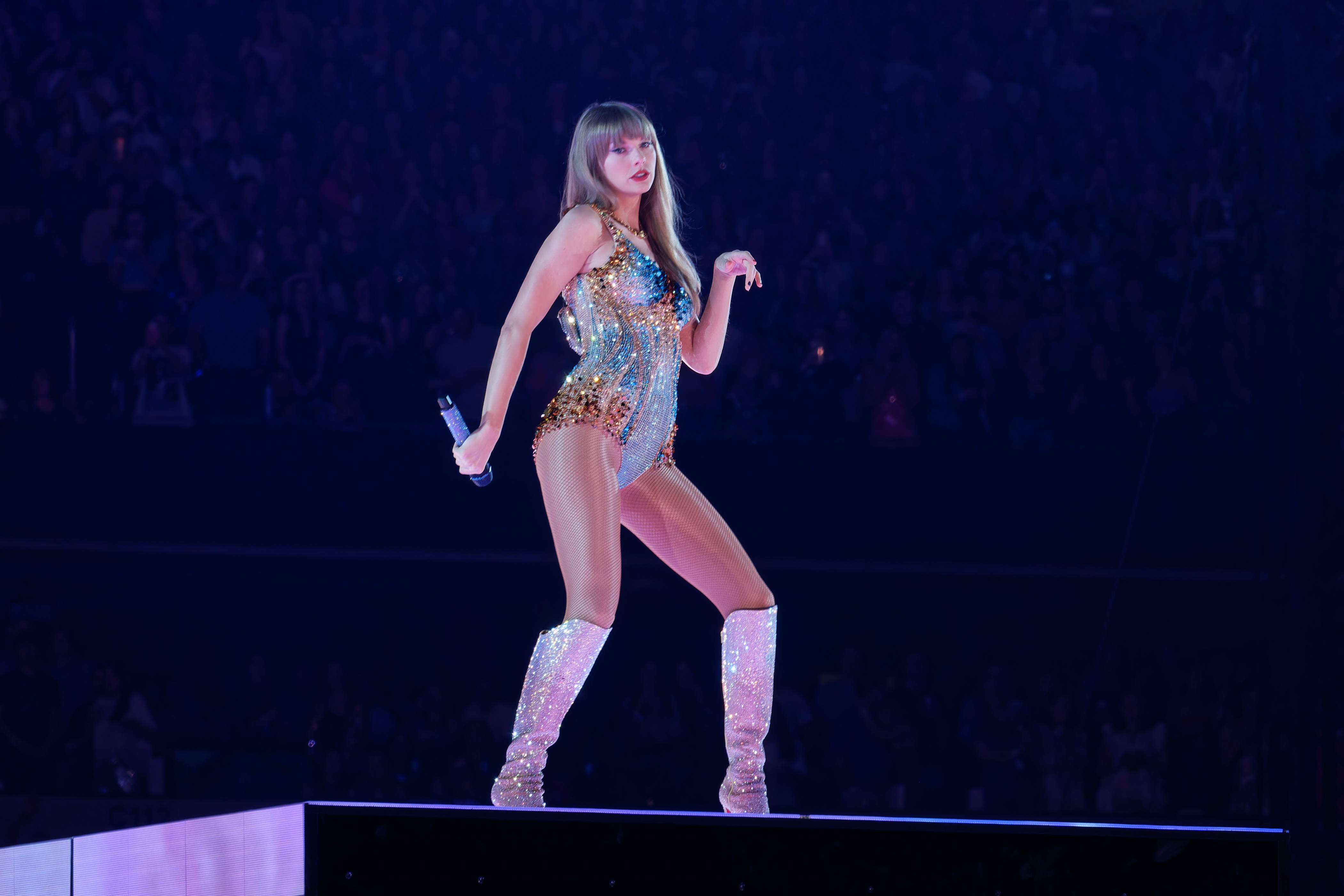

Năm 2020, album phòng thu thứ tám của ca sĩ kiêm nhạc sĩ người Mỹ Taylor Swift, Folklore, được phát hành sau khi thông báo chưa đầy 24 giờ, gây nhiều ngạc nhiên cho người nghe và giới chuyên môn âm nhạc. Album được tạo ra một cách biệt lập và hoàn toàn bí mật trong đại dịch COVID-19. Republic Records – hãng thu âm của Swift – chỉ được thông báo về dự án vài giờ trước khi album ra mắt. Theo Elias Leight của Rolling Stone, trong khi Swift ưa thích chu kỳ phát hành album truyền thống và là "người hiếm hoi" trong số các nghệ sĩ thu âm lớn, bản phát hành bất ngờ của Folklore thừa nhận rằng "lớp người chiến thắng mới phát hành nhạc đều đặn và thích nghi nhanh chóng để tận dụng lợi thế của sự chớp nhoáng, thay vì cố gắng ép buộc những điểm chớp nhoáng đó xảy ra theo bất kỳ lịch trình thường xuyên, định trước nào. Nếu thành công của ngành công nghiệp âm nhạc trước đây chủ yếu nhờ vào thể lực thì giờ đây nó phụ thuộc nhiều hơn vào tốc độ." Năm tháng sau, Swift bất ngờ phát hành album phòng thu thứ chín của mình, Evermore, được cô mệnh danh là đĩa hát "chị em" của Folklore. Vulture nhận định tin tức về một album bất ngờ khác của Swift "là một cú sốc lớn", vì cô là "người trung thành nổi bật nhất trong ngành với việc giới thiệu album nhạc pop", người đã biến sự kiện phát hành được lên kế hoạch cẩn thận của mình thành "một tác phẩm nghệ thuật của riêng chúng". Năm 2022, chỉ vài giờ sau khi phát hành album phòng thu thứ mười, Midnights, Swift bất ngờ phát hành thêm bảy bài hát không bao gồm trong danh sách bài hát của phiên bản album tiêu chuẩn.

## Đón nhận
Rachel Finn của DIY nhận định mặc dù các album bất ngờ đang trở nên phổ biến đến mức không còn thực sự bất ngờ, "nó mang lại cho các nghệ sĩ không gian trong lành để thực sự tạo ra tác động và duy trì quyền kiểm soát cách phát hành âm nhạc của mình, ngăn chặn việc rò rỉ album trước và đưa album của họ ra ngoài chu kỳ báo chí trước thềm ra mắt album để âm nhạc tự đưa ra tiếng nói riêng." Doanh nhân và cây viết tự do Cortney Harding đã viết trong một bài báo trên Medium rằng trong khi các album bất ngờ giúp các nghệ sĩ trở nên linh hoạt hơn, thì chiến lược này thường chỉ có thể mang lại hiệu quả cho các nghệ sĩ nổi tiếng và có thể gặp vấn đề khi album chỉ được phát hành riêng trên một dịch vụ phát trực tuyến cụ thể. David Sackllah của Consequence of Sound lưu ý rằng trong khi nhiều nghệ sĩ lớn đã cố gắng phát hành các sản phẩm bất ngờ, nhưng rất ít nghệ sĩ có thể sánh ngang hoặc vượt qua mức độ phấn khích mà In Rainbows đã tạo ra. Viết cho The Ringer, Lindsay Zoladz bày tỏ sự chỉ trích về việc sử dụng quá mức thuật ngữ này bắt đầu làm loãng ý nghĩa của nó khi các nhà báo âm nhạc bắt đầu sử dụng "album bất ngờ" để chỉ các album đã được công bố trước đó. Zoladz đã tuyên bố:
"'Album bất ngờ' đã trở thành một thuật ngữ phổ biến đến nỗi ý nghĩa của nó trở nên mơ hồ hơn sau mỗi dòng tweet trôi qua. (Tháng trước tờ Chicago Tribune thậm chí còn sử dụng nó để chỉ Views của Drake, một album không chỉ có ngày phát hành đã được công bố trước đó mà còn là album mà chính Drake đã giới thiệu trong suốt hai năm qua.) Nhưng ngay cả khi cụm từ này được sử dụng nhiều hơn, thì chính xác là nó lại đang dần trở nên rỗng tuếch; chúng ta đang sống qua vô số các album – thậm chí thứ đã được hứa hẹn từ lâu như Anti của Rihanna – được gán cho cái thuật ngữ thời thượng 'bất ngờ' đó, nhưng, giống như Lemonade, tất cả đều đã cho chúng ta rất nhiều gợi ý rằng chúng sắp sửa được ra mắt."

### Ấn phẩm
- O'Leary, Chris (2019). Ashes to Ashes: The Songs of David Bowie 1976–2016. London: Repeater. ISBN 978-1-91224-830-8.
- Pegg, Nicholas (2016). The Complete David Bowie . London: Titan Books. ISBN 978-1-78565-365-0.